# Love Parade
La Love Parade (prononcé /lʌv pəˈɹeɪd/) est un festival de musique électronique et une technoparade organisés annuellement en Allemagne entre 1989 et 2010. Une catastrophe survenue en juillet 2010 signe l'arrêt officiel du festival.

## Histoire

### Création

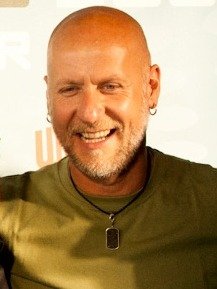
Rainer Schaller, l'organisateur de la Love Parade à partir de 2006.

Créée en 1989 par Matthias Roeingh (alias Dr. Motte), sa petite amie de l'époque, Danielle de Picciotto, et Maximilian Lenz (alias WestBam), la première Love Parade (« parade de l'amour » en anglais) avait pour but de manifester contre le mur de Berlin qui coupait la ville en deux parties. Elle réunit environ 150 spectateurs autour d'une camionnette sonorisée. Depuis 2006, Dr. Motte cesse toute participation à l'organisation de la Love Parade. En 2010, il est néanmoins le DJ principal du Lovemobile d'ouverture à la Street Parade zurichoise. Il est remplacé par Rainer Schaller.
Plus tard, la musique est assurée par des camions follement décorés appelés love mobiles et équipés de puissants systèmes sonores. La manifestation a rassemblé en moyenne un million de personnes par année de 1997 à 2010 et, forte de son succès et d'une affluence record, la Love Parade était devenue le deuxième plus grand rassemblement musical du monde après le carnaval de Rio.

### Popularisation

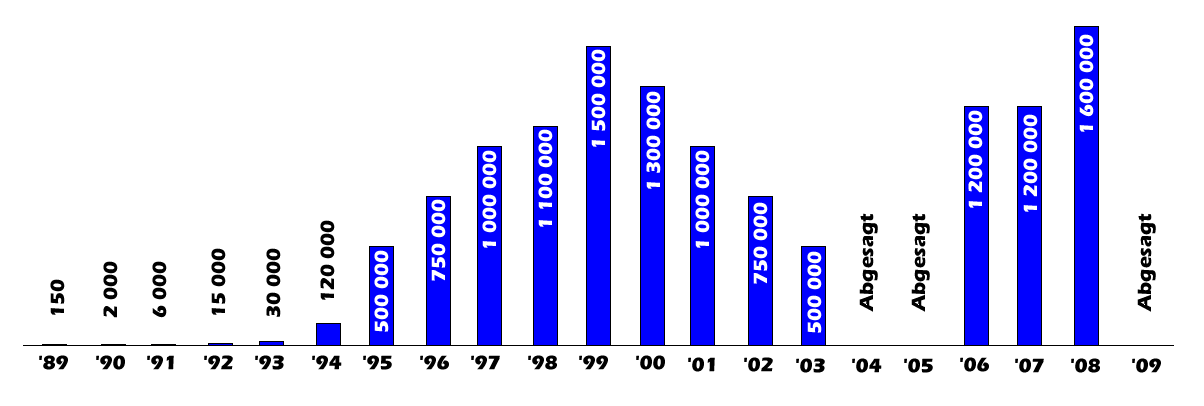
Fréquentation des Love Parade entre 1989 et 2008.

Entre 1989 et 1995, la parade se déroulait au Kurfürstendamm, axe névralgique de l'ancien Berlin-Ouest. Le parcours a été modifié à cause de l'affluence toujours plus grande et des plaintes des habitants : à partir de 1996, le trajet de la Love Parade relie la place Ernst Reuter à la porte de Brandebourg en passant par la colonne de la Victoire.
Les éditions de 2004, 2005 et 2009 n'ont pas eu lieu, pour des raisons liées au financement, à l'organisation et à la sécurité. En 2006, la Love Parade a eu lieu dans la rue du 17 juin (Straße des 17. Juni), axe débutant à la porte de Brandebourg et coupant le zoo du Großer Tiergarten. À partir de 2007, la Love Parade ne se déroule plus à Berlin mais dans le bassin de la Ruhr : Essen en 2007 et Dortmund en 2008.
Selon la conférence de presse du 25 juillet 2010, le festival n'aura plus lieu à la suite des évènements tragiques de 2010 à Duisbourg. Au cours de son développement, le concept de la Love Parade est repris peu à peu dans diverses villes du monde occidental.
| Date             | Lieu            | Devise                                          | Participants |
| ---------------- | --------------- | ----------------------------------------------- | ------------ |
| 1er juillet 1989 | Berlin          | Friede, Freude, Eierkuchen (paix, joie, crêpes) | 150          |
| 7 juillet 1990   | Berlin          | The Future Is Ours                              | 2 000        |
| 6 juillet 1991   | Berlin          | My House Is Your House and Your House Is Mine   | 6 000        |
| 4 juillet 1992   | Berlin          | The Worldwide Party People Weekend              | 15 000       |
| 3 juillet 1993   | Berlin          | Fifth Anniversary                               | 30 000       |
| 2 juillet 1994   | Berlin          | The Spirit Makes Your Move                      | 120 000      |
| 8 juillet 1995   | Berlin          | Peace on Earth                                  | 500 000      |
| 13 juillet 1996  | Berlin          | We Are One Family                               | 750 000      |
| 12 juillet 1997  | Berlin          | Let the Sunshine In Your Heart                  | 1 000 000    |
| 1997             | Sydney          |                                                 |              |
| 11 juillet 1998  | Berlin          | One World One Future                            | 1 100 000    |
| 10 juillet 1999  | Berlin          | Music Is the Key                                | 1 500 000    |
| 8 juillet 2000   | Berlin          | One World One Loveparade                        | 1 300 000    |
| 2000             | Leeds           | Radio One - One Love                            | 1 100 000    |
| 21 juillet 2001  | Berlin          | Join the Love Republic                          | 1 000 000    |
| 13 juillet 2002  | Berlin          | Access Peace                                    | 750 000      |
| 2002             | Mexico          |                                                 |              |
| 12 juillet 2003  | Berlin          | Love Rules                                      | 500 000      |
| 2004             | San Francisco   | LoveFest                                        |              |
| 2005             | San Francisco   |                                                 |              |
| 2005             | Santiago        | Sal a la calle y baila                          | 100 000      |
| 15 juillet 2006  | Berlin          | The Love is Back                                | 1 200 000    |
| 2006             | San Francisco   | LoveFest                                        |              |
| 2006             | Santiago        | El Baile es de Todos                            | 200 000      |
| 25 août 2007     | Essen           | Love is Everywhere                              | 1 200 000    |
| 2007             | Caracas         | Live the Love!                                  | 80 000       |
| 2007             | San Francisco   | LoveFest                                        | 89 000       |
| 19 juillet 2008  | Dortmund        | Highway to Love                                 | 1 600 000    |
| 2008             | Rotterdam       | Olympic Edition                                 | 500 000      |
| 2008             | San Francisco   | LoveFest                                        | 120 000      |
| 2008             | Caracas         | Keep the Love Alive!                            |              |
| 2009             | Bochum (annulé) |                                                 |              |
| 2009             | San Francisco   | LovEvolution                                    | 150 000      |
| 24 juillet 2010  | Duisbourg       | The Art of Love                                 | 1 400 000    |
| 2010             | San Francisco   | LovEvolution                                    |              |

Si l'on s'en tient à la seule Love Parade allemande, les chiffres de fréquentation sont en dents de scie. Les records d'affluence sont constatés en 1999 et 2000, ainsi qu'en 2006, 2007 et 2008. Pour la manifestation de 2010, 1 à 1,6 million de participants étaient attendus. Les chiffres de participation sont sujets à caution dans la mesure où les accès sont libres et non contrôlés. Ils sont donc fournis chaque année par les organisateurs, mais les estimations de la police sont en général jusqu'à 30 % inférieures.

### Drame du 24 juillet 2010

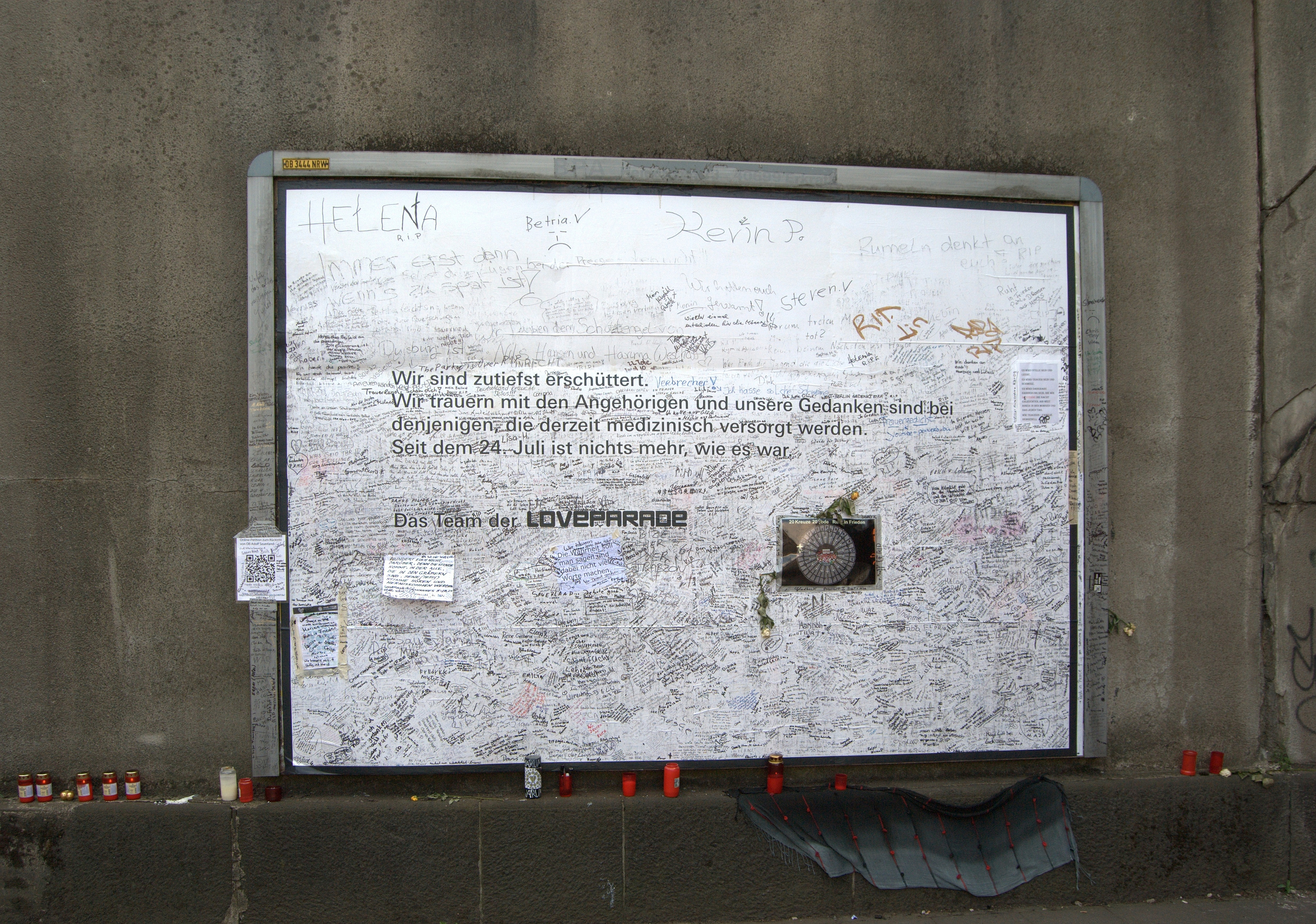
Panneau de condoléances apposé par les organisateurs de la Love Parade de Duisbourg à l'entrée du tunnel de la rue Karl Lehr, à la suite du drame du 24 juillet 2010.

Lors de l'édition 2010 de la Love Parade à Duisbourg, 650 personnes sont blessées et 21 personnes trouvent la mort lors de mouvements de foules dans un tunnel menant au lieu du festival. Les organisateurs du festival sont mis en cause, en particulier Dr. Motte, l'un des fondateurs historiques de la Love Parade, est accusé de ne pas avoir su prévoir la possibilité de ces mouvements de panique. 
Les organisateurs annoncent que la Love Parade n'aurait plus lieu après 2010.
Le procès qui devait se tenir est annulé en 2020 dans le cadre de la pandémie de Covid-19, le tribunal considérant qu'il ne pouvait rendre une décision avant l'acquisition de la prescription.

### Depuis 2020
En janvier 2020, Dr. Motte, le créateur des premières Love Parade, annonce vouloir ramener la parade à Berlin l'année suivante sous un nouveau nom, Rave the Planet. À cause de la pandémie de Covid-19, l'évènement est reporté au 9 juillet 2022. Le 9 juillet 2022, l'évènement Rave the Planet a donc lieu, sous le slogan Together Again (ensemble à nouveau). La parade se déroule dans les rues de Berlin, débutant sur la grande avenue de Kufurstendamm, puis se dirigeant durant 7 kilomètres pour terminer au pied de la Colonne de la Victoire, au milieu du parc du Großer Tiergarten. Les organisateurs attendaient autour de 65 000 participants mais c'est 300 000 personnes (200 000 selon les autorités) qui ont dansé dans les rues de Berlin. Les autorités se sont laissées dépasser et ont donc arrêté le défilé à 150 m de la Colonne de la Victoire, jugeant un risque pour la sécurité.  
Le 8 juillet 2023 se tiendra la seconde édition de la Rave the Planet Parade sous le slogan Music is The Answer. Après des semaines de négociations, la parade se tiendra sur la rue du 17 juin sous la volonté des autorités jugeant que le nombre de participants de l'année précédente sera largement dépassé. Le tracé sera jusqu'à la Colonne de la Victoire comprise. Cette parade a lieu pour revendiquer différents griefs dont la reconnaissance de la techno comme patrimoine de l'Unesco.

## Ambiance
L'excentricité des costumes est généralement de mise : costumes de légionnaires et de vestales, hommes à la carrure d'athlète en robe de mariée et bottes montantes à talons, simples sous-vêtements... La coiffure style Love Parade forme un cœur, symbole tutélaire de la Love Parade. La nuit se prolonge jusqu'au lendemain soir dans des raves parties privées plus petites.

## Critiques
Au fil des années, la fête est devenue un rendez-vous extrêmement sponsorisé par les marques. Des sifflets et autres bibelots marketing y étaient distribués à l'approche de la manifestation. Parmi ces distributions de rue, des protections auditives permettaient d'atténuer la dangerosité de la musique, diffusée à un volume extrêmement élevé.
À la fin de la journée, les lieux sont généralement jonchés de détritus, en particulier de bouteilles et canettes de bière. À Berlin, le Großer Tiergarten est tellement piétiné qu'il faut replanter des arbres après chaque édition. La présence d'alcool et de drogues est également reprochée au festival. Les conditions de célébration se durcissent après que les autorités de Berlin ont constaté un taux de mortalité dépassant deux ou trois individus par an. D'autre part, en réaction à l'importance de l'aspect commercial du concept, s'était montée en marge de la Love Parade une « anti-parade », nommée Hateparade en 1997, puis Fuckparade.
Depuis 2001, le festival n'est plus considéré comme une manifestation à but politique. En Allemagne, cela induit que l'ensemble des frais dépensés pour le nettoyage et la sécurité doivent être assumés par les organisateurs de la manifestation, et non plus par les pouvoirs publics, comme cela avait été le cas jusqu'en 2001. La Cour constitutionnelle a ainsi donné tort aux organisateurs de la Love Parade et de la Fuck Parade, en considérant que ces deux manifestations ont un but commercial et non politique.

## Hymnes

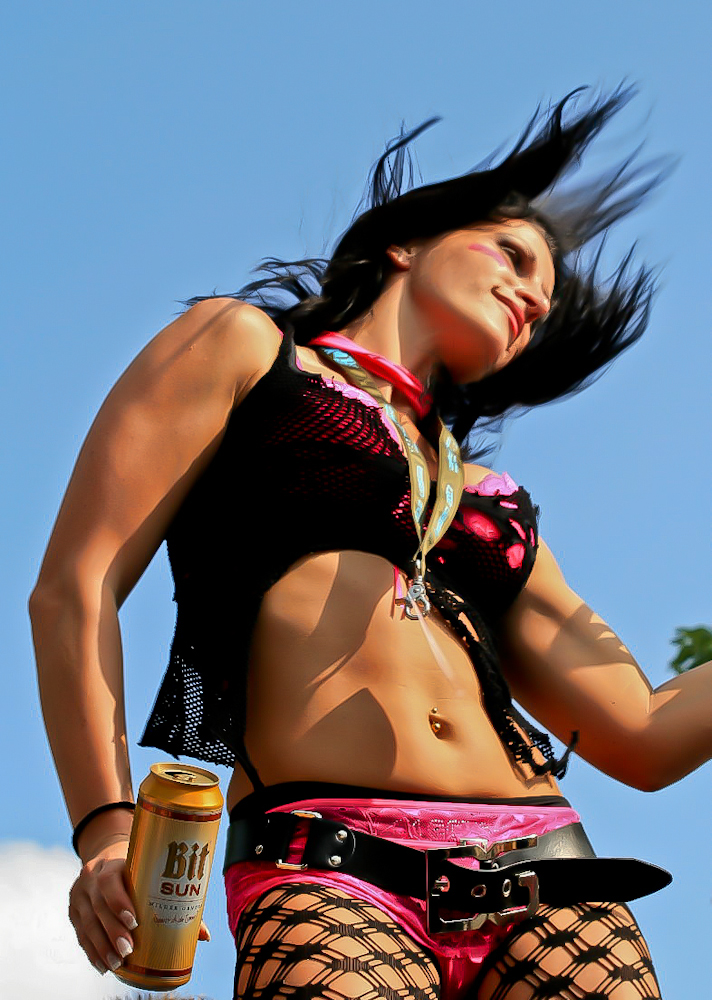
Danseuse à l'édition 2009.

Depuis 1997, chaque Love Parade allemande a eu son hymne.
| Année | Interprète                   | Titre de l'hymne                  |
| ----- | ---------------------------- | --------------------------------- |
| 1997  | Dr. Motte et WestBam         | Sunshine                          |
| 1998  | Dr. Motte et WestBam         | One World One Future              |
| 1999  | Dr. Motte et WestBam         | Music Is the Key                  |
| 2000  | Dr. Motte et WestBam         | Love Parade 2000                  |
| 2001  | The Love Committee           | You Can't Stop Us                 |
| 2002  | The Love Committee           | Access Peace                      |
| 2003  | The Love Committee           | Love Rules                        |
| 2006  | WestBam & the Love Committee | United States of Love             |
| 2007  | WestBam & the Love Committee | Love Is Everywhere (New Location) |
| 2008  | WestBam & the Love Committee | Highway to Love                   |
| 2010  | Anthony Rother               | The Art of Love                   |

Le titre Meet Her at the Love Parade de 1997 du DJ allemand Da Hool se place dans le Top-10 des classements musicaux de plusieurs pays européens et obtient un disque d'or en France.

## Évènements inspirés
- créé en 1992 : Street Parade (Zurich, Suisse) ;
- créé en 1997 : Fuckparade (forme abrégée de « Fuck the Love Parade ») : aussi nommée Hateparade, pour sa première édition de 1997, par opposition à la Love Parade[10], où y sont joués de la techno hardcore et du gabber[11] ;
- créé en 1997 : Lake Parade (Genève, Suisse) ;
- créée en 1998 : Techno Parade (Paris, France) : c'est lors de sa visite de Let the Sunshine In Your Heart à Berlin que Jack Lang aurait eu l'idée de lancer la Techno Parade à Paris l'année suivante ;
- créé en 2001 : City Parade (Liège (2001, 2002, 2005, 2008, 2009, 2012, 2013) / Gand (2003, 2004) / Charleroi (2006) / Mons (2007) / Bruxelles (2010, 2011), Belgique) ;